# Tintin (magazyn)
Tintin – belgijski magazyn komiksowy wydawany w latach 1946–1993.
Nazwa pochodzi od postaci Tintina stworzonej przez Hergégo. Publikowane były w nim przede wszystkim komiksy realistyczne. Obok Przygód Tintina publikowane w nim były takie komiksy jak Przygody Blake’a i Mortimera, Alix, Ric Hochet, Clifton czy Umpa-Pa Czerwonoskóry.